# Tipula (Formotipula) exusta
Tipula (Formotipula) exusta is een tweevleugelige uit de familie langpootmuggen (Tipulidae). De soort komt voor in het Palearctisch gebied.